# Dynamik (musik)
 For alternative betydninger, se Dynamik (flertydig). (Se også artikler, som begynder med Dynamik)
I musik betegner dynamik anvisninger angående styrke i udførelsen af et musikværk. Betegnelsen dækker over crescendo/decrescendo samt piano/forte og forskellige gradbøjninger af disse. Dynamik kan også bruges til at betegne forskelle mellem de kraftigste og svageste passager på en musikindspilning.
| Musik | Spire Denne musikartikel er en spire som bør udbygges. Du er velkommen til at hjælpe Wikipedia ved at udvide den. |